# برج المؤید
برج الموید (به عربی: برج المؤید) یک آسمان‌خراش در بحرین است که در منامه واقع شده‌است.